# Pienso en tu mirá
«Pienso en tu mirá» (estilizado en mayúsculas como «PIENSO EN TU MIRÁ»), originalmente «Pienso en tu mirá - Cap.3: Celos)», es una canción grabada e interpretada por la cantante y compositora española Rosalía. El tema fue lanzado el 24 de julio de 2018 a través del sello discográfico Sony Music como el segundo sencillo del segundo álbum de estudio de la cantante, titulado El mal querer (2018). El sencillo fue escrito por Rosalía junto al rapero español C. Tangana y fue producido por Pablo Díaz-Reixa (El Guincho). La canción fue nominada a Mejor Canción Pop en los Premios Grammy Latinos de 2019.

## Video Musical
El video musical para "Pienso en tu mirá" fue dirigido por Nicolás Méndez de la productora audiovisual española CANADA y fue filmado junto al video musical de "Malamente" en mayo de 2018, dentro de cinco días en Barcelona, Badalona, Hospitalet de Llobregat y Barberá del Vallés en España.
El video referencia los temas planteados en la letra de la canción como son los celos, la violencia y las dinámicas de una relación de pareja, mostrando escenas de Rosalía de luto en un cuarto oscuro, atrapada en un bucle de una habitación sin salida y rodeada por varios hombres que la apuntan con armas junto con iconografía española como la bandera española y los toros. También aparecen camioneros que físicamente se ven fuertes e intimidantes con una mancha de sangre brotandoles del pecho, referenciando a la línea de la canción "Pienso en tu mirá', tu mirá', clava', es una bala en el pecho".

## Presentaciones en vivo
Rosalía interpretó la canción junto a "Malamente" en el programa de televisión Later... with Jools Holland de BBC el 16 de octubre de 2018. El 31 de octubre de 2018, se presentó en un concierto gratuito de Red Bull en la Plaza de Colón en Madrid, donde interpretó la canción.

## Posicionamiento en listas
| Listas (2018–19)    | Mejor posición |
| ------------------- | -------------- |
| España (PROMUSICAE) | 5              |